# Lala Wane
Lala Wane (15 de julho de 1989) é uma basquetebolista senegalesa.

## Carreira
Lala Wane integrou a Seleção Senegalesa de Basquetebol Feminino, na Rio 2016, que terminou na décima segunda posição.